# Leo Kalda
Leo Kalda rozený Leo Friedrich Katz, chorvatsky Lav Kalda, též Leon či Lavoslav, (10. dubna 1880 Bílovec (německy Wagstadt) – 10. října 1956 Záhřeb) byl chorvatský architekt původem ze Slezska.

## Život
Narodil se v židovské rodině Katzů v Bílovci. Po konverzi k evangelické víře změnila rodina příjmení na Kalda. Mládí prožil na Valašsku a Slovácku.
Absolvoval Německou stavební průmyslovou školu v Brně. Krátce nato v roce 1898 jej pozval do Záhřebu stavitel Martin Pilar, rovněž původem z Čech. Kalda tak začal pracovat pro významnou záhřebskou stavební firmu Pilar, Mally & Bauda. Zaměstnavatelé rozpoznali Kaldův talent a poslali jej v roce 1903 studovat na Akademii výtvarných umění ve Vídni. Kalda studoval u profesorů Victora Luntze a Alfreda Castellitze. V roce 1904 byl oceněn medailí Heinricha Friedricha Fügera. Studia dokončil pod vedením profesora Friedricha Ohmanna. V roce 1906 obdržel zvláštní cenu Akademie.
V roce 1908 založil s kolegou Ivanem Štefanem samostatný projekční ateliér Kalda i Štefan, arhitekti i graditelji. V roce 1922 Štefan odešel a Kalda pokračoval ve vlastním projekčním ateliéru Lav Kalda – autorizovaný architekt (Arhitekt Lav Kalda, gradjevno poduzetništvo). V Chorvatsku realizoval asi 150 staveb.
Měl dva syny, Radovana a Lva.

## Dílo (výběr)
- 1903 Dům stavitele Baudy, Záhřeb
- 1904 Dům stavitele Pillara, Záhřeb
- 1906 Rakousko-uherská banka, Záhřeb – novobarokní bankovní palác
- 1907 Trokatnica Mally, Záhřeb, třípatrový dům stavitele Malleho
- 1908 Vila Sorg, Záhřeb, Josipovačka cesta – dnes Nazorova ulica
- 1908 Evangelický kostel, Valašské Meziříčí
- 1909 Vila Rožič, Záhřeb, Josipovačka cesta - dnes Nazorova ulica, vila jazykovědce prof. Vatroslava Rožiće
- 1909–1911 Chorvatský parlament, Záhřeb. Soutěž na přestavbu župního paláce na chorvatský parlament vyhrál v roce 1907 sarajevský architekt Karlo Susan. Po jeho předčasné smrti byl po delších diskusích pověřen dokončením projektu a relalizací Lav Kalda. Ten Susanův novoklasicistní projekt doplnil mimo jiné o prvky vídeňské secese.
- 1910 Vila Šenoa, Záhřeb, Josipovačka cesta – dnes Nazorova ulica, letní sídlo malířky Nasti Rojc Šenoa s ateliérem
- 1911 Obchodní a průmyslová komora, Záhřeb, Rooseveltov trg
- 1914 Dům družstva "Merkur", Záhřeb, Perkovčeva ul.
- 1923 První chorvatská spořitelna, Crikvenica
- 1924–1925 Dům Dragutina Ulmanna, Záhřeb
- 1929 evangelický kostel, Hrastovac (německy Eichendorf), novorománský evangelický kostel pro německé osadníky. Přestavěno na restauraci.
- 1937 Český národní dům, Záhřeb, sídlo českých krajanských spolků a české školy. Po druhé světové válce byl objekt znárodněn a sloužil jako sídlo záhřebského rozhlasu a televize.

## Galerie

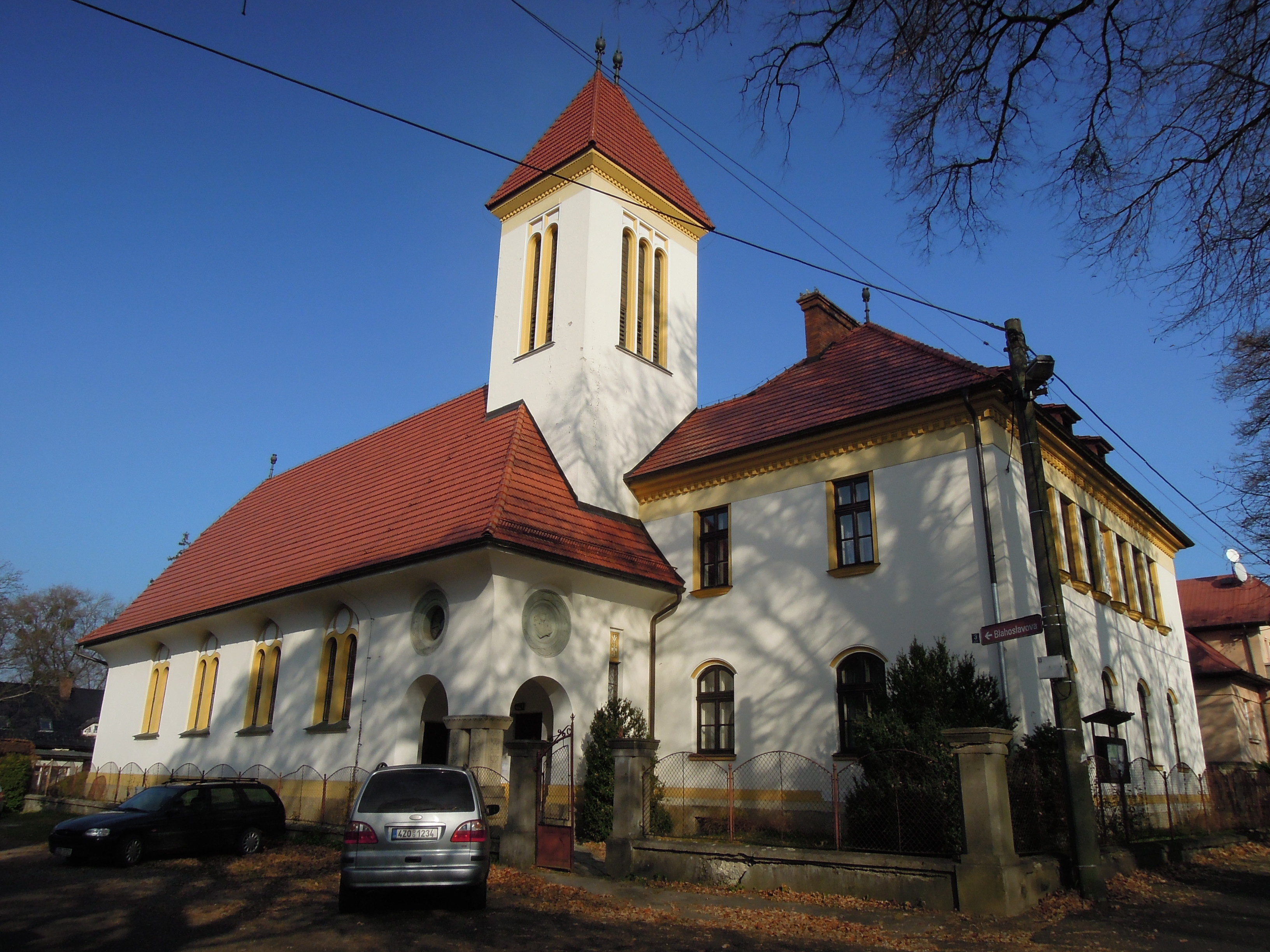
1908 Evangelický kostel ve Valašském Meziříčí
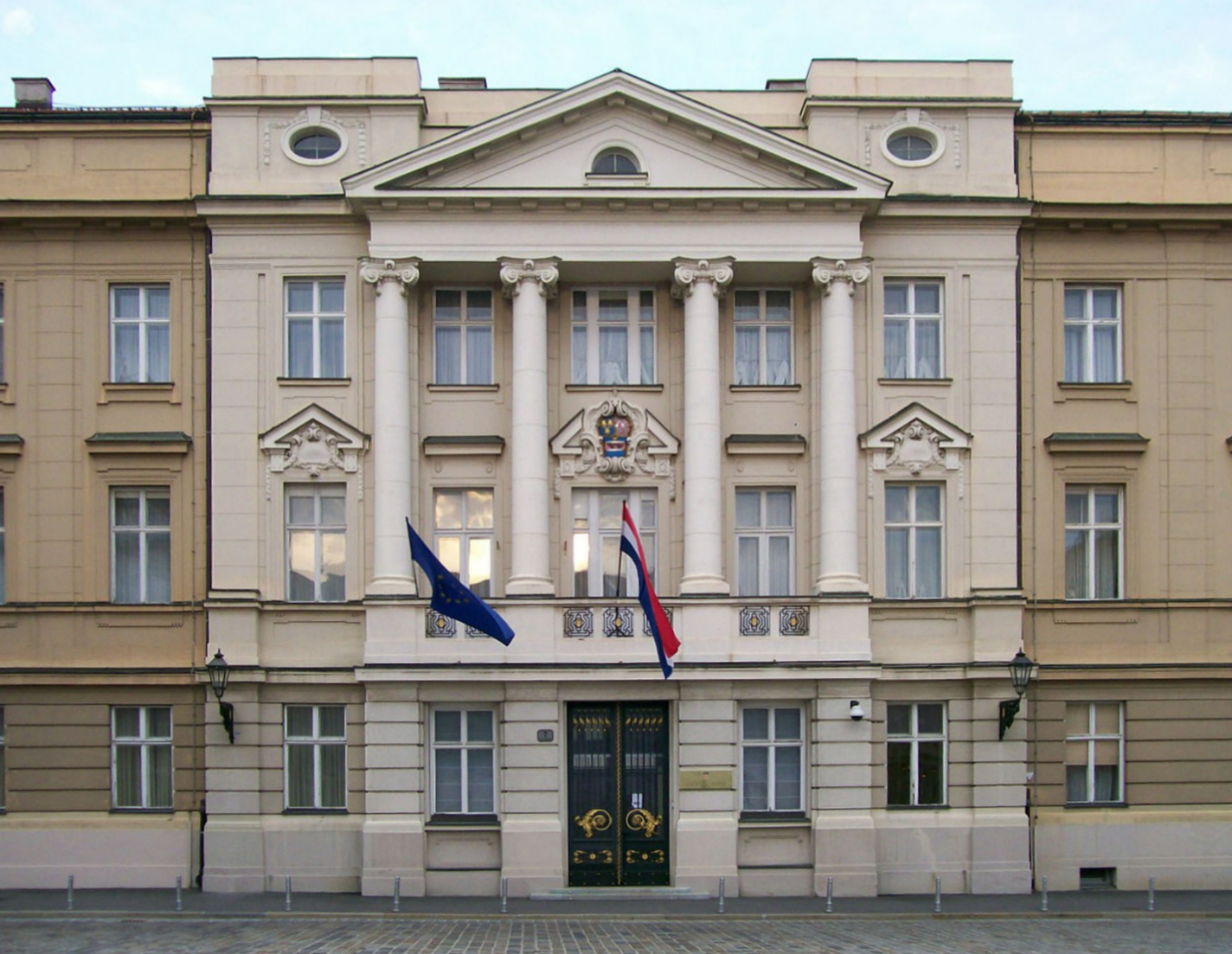
1909–1911 Chorvatský parlament